# 만웨
만웨(Manwë)는 J. R. R. 톨킨의 가운데땅을 무대로 한 소설 「반지의 제왕」, 「실마릴리온」의 등장 인물이다. 아르다를 창조한 아이누 중에서도 가장 강한 14명의 발라중 한명이며, 창조신 에루 일루바타르의 생각을 가장 잘 이해하는 존재이다. 가운데땅을 포함한 모든 아르다의 군주이다. 대기와 바람을 다스리는 권능을 가졌기에, 「바람을 피우는 것」을 의미하는, 술리모(Sulimo)라고도 불린다.
아내는 별들의 여왕 바르다이며, 형제로 멜코르가 있다. 그를 시중드는 마이아로는 에온웨가 있다.
눈과 옷이 푸른색이다.

## 바람의 왕 만웨
에루는 만웨를 멜코르의 형제로 창조했다. 멜코르가 아이누 중 가장 강한 힘과 지혜를 에루로부터 받았으나 에루의 뜻을 이해하지는 못했다. 그러나 만웨는 일루바타르의 뜻을 가장 잘 이해한 존재였다. 만웨는 창조의 노래 중에서, 대기와 바람에 대한 권능을 받았으며, 그가 창조한 공기는 울모가 창조한 물과 작용하여 구름과 비, 눈을 만들었다.

## 아이누의 왕 만웨
창조의 노래가 끝나자 에루는 허공 안에 아이누들의 노래를 바탕으로 물질로 실존하는 세계 에아를 창조했다. 그리고나서 많은 아이누는 에아에 내려와 아르다를 창조한다. 그러나 멜코르는 아르다를 지배하기를 원했기 때문에 독단적으로 행동했다. 멜코르가 아르다를 자신의 왕국으로 선포하자 발라들이 반발하였고, 만웨는 아이누의 힘을 모아 아르다 최초의 전쟁을 일어났다. 결국 멜코르는 아르다 밖으로 쫓겨났다. 만웨와 아이누들은 미래에 나타날 일루바타르의 자손들을 위해 아르다를 계속 정돈했지만 멜코르의 끊임없는 방해 때문에 아르다는 창조의 노래에서 보여졌던 것처럼 아름답게는 될 수 없었다.

## 에루의 대변자 만웨
에아에 들어온 아이누들은 세계 밖에 있는 에루와 단절되었다. 그러나 아르다의 왕인 만웨만은, 마음속에 물음으로써 에루의 말을 들을 수 있었다.

### 엔트의 창조
아울레가 일루바타르의 허락을 받지 않고 난쟁이를 창조한 사실이 들통 났을 때, 아울레는 반성하여 난쟁이들을 파괴하려 했다. 아울레의 충성과 난쟁이들의 절규를 들은 에루는 이를 용서하고, 난쟁이들에게 영혼을 부여했다.
난쟁이들의 출현을 알게 된 아울레의 아내 야반나는 그녀가 창조한 식물들이 난쟁이와 일루바타르의 자손들에게 훼손되는 것을 걱정해 식물을 지킬 목자를 원했다. 야반나는 창조의 노래에서  그들을 보았지만, 그것이 확실한지 만웨에게 물어보았다. 이에 만웨가 에루에게 물었고, 에루가 대답했다. 덕분에 야반나는 요정이 눈을 뜰 때, 엔트 또한 눈을 뜨리라는 사실을 알게 되었다.

### 멜코르의 포박
쿠이비에넨 호수 근처에서 최초의 요정들이 눈을 떴을 때, 멜코르는 그들을 납치해 고문했다. 사냥의 발라 오로메가 이것을 눈치채, 발리노르에 알렸고, 발라들은 회의를 가졌다. 이때 만웨는 멜코르 대신에 아르다를 다스리라는 에루의 목소리를 들었고, 이때문에 요정들을 구하기 위해 권능들의 전쟁이 벌어졌다. 멜코르는 이 전쟁에서 패배해 3세기 동안 만도스의 전당에 구금되었고, 요정들은 발라들이 사는 발리노르로 초대되었다.

## 발리노르의 왕 만웨
만웨는 펠로리 산맥의 최고봉이자 아르다에서 가장 높은 타니퀘틸 산 정상에 있는 궁전에서 아내인 별들의 여왕 바르다와 함께 살고 있다. 바르다와 함께 있을 때, 그의 시력은 한층 총명해져 아르다 내에서 그의 눈에 비치지 않는 것은 없다고 한다.

### 바냐르의 친구 만웨
만웨는 아만에 도달한 요정 가운데, 잉궤가 지도한 바냐르를 가장 사랑했다. 만웨는 그들에게 노래와 시를 하사하였고, 바냐르 또한 만웨를 경배하여 타니퀘틸 산 근처에서 살았다.

### 악을 모름
멜코르가 감금된 뒤 3세기가 지났을 때, 그가 죄를 늬우친 척 하고 석방을 청하자, 그는 석방되었다. 만웨는 악을 몰랐기 때문에, 멜코르가 또 악을 저지르리라 생각하지 않았기 때문이다. 그러나 이 석방 이후에도 멜코르는 세상에 악을 퍼트렸고, 그가 분노의 전쟁에서 패배한 뒤 공허에 내던져진 뒤에도, 일루바타르의 자손들의 마음에는 그림자가 지게 됐다.

## 분노의 전쟁
페아노르가 이끄는 놀도르가 모르고스에게 복수하는 과정 중에 동족살해를 벌이고 가운데땅으로 건너가자, 만웨는 몹시 마음 아파해 울었다. 그들을 사랑하고 있었기 때문이다. 그러나 만웨은 가운데땅으로 건너간 반란자들에게 일체의 도움도 주지 않았다. 또한 죽어서 오는 것을 제외하고는 아만의 땅을 다시 밟는 일도 금지하는 만도스의 저주를 내렸다.
이후 오랜 세월에 거쳐 일루바타르의 자손들이 모르고스를 상대에게 패배의 역사를 보내며 마침내 가운데땅이 모르고스의 손아귀에서 놀아나게 됐을 때, 요정과 인간의 사이에서 태어난 반요정 에아렌딜이 금기를 깨트리고 발리노르로 항해했고, 발라들의 용서와 조력을 청했다. 그제서야 발라들은 일어서 발리노르의 군세를 이끌었고, 1시대 최후의 대전쟁인 분노의 전쟁을 일으켰다. 전쟁이 끝나고 모르고스의 세력은 궤멸했으며, 만웨는 모르고스를 세계 밖의 공허에 내던졌다. 이후 가운데땅의 요정들은 용서를 받았고, 원한다면 발리노르로 돌아가는 것이 허락되었다. 이렇게 해서 제1시대는 끝났다.

## 누메노르의 몰락
발라들은 분노의 전쟁에서 요정과 함께 모르고스와 싸운 에다인에게 포상으로서 축복받은 누메노르의 땅을 주었다. 누메노르에 사는 인간들은 다른 인간들보다 강했으며 3배의 수명이 주어졌다. 만웨는 그들이 불멸의 땅에 닿는 것을 금지했지만, 영원한 수명을 원했던 누메노르인들이 사우론에게 속아 발리노르를 정복하려 들었다. 그러나 인간의 유한한 수명은 창조신의 선물이었기에 그들이 무슨 짓을 하든 바꿀 수 없는 것이었고, 만웨와 발라들은 인간들의 타락에 지쳐 아르다의 통치를 포기하려고 한다. 만웨가 에루에게 이를 탄원하자 에루는 바다를 갈라 누메노르의 백성과 문명 모두 땅 속에 가둬버리고 발리노르를 다른차원으로 떼어놓은 뒤 평평했던 아르다를 구형의 형태로 재편했다. 이때 일어난 물결은 가운데땅의 서해안의 형태를 바꾸었다.

## 이스타리의 파견
사우론의 힘이 강해져 가운데땅을 위협하자, 만웨는 회의를 열어 가운데 땅으로 가서 그곳의 백성들을 도울 마이아를 소집한다. 이들은 가운데땅의 백성을 지배하거나 사우론에 직접 도전하는 것이 허락되지 않았으며, 마이아의 성스러운 힘을 사용할 수 없었고, 인간의 약한 육체로 현신해야 했다. 그들은 조언을 통해 가운데땅에 사는 이들에게 용기를 주어 사우론을 타도하게 하는 역할을 부여받은 이들이었다.
만웨는 올로린을 선택해, 그를 가운데땅으로 보냈다. 올로린은 간달프로서 2천년에 걸치는 여행을 계속했고, 그에 의해서 사우론의 타도는 이루어졌다. 이렇게 해서 제3시대는 끝났다.